# دریاچه قائیندی
دریاچه قائیندی (به قزاقی: Lake Kaindy) یک دریاچه در قزاقستان است که در استان آلماتی واقع شده‌است.